# Kanadas Grand Prix 2011
Kanadas Grand Prix 2011, officiellt Formula 1 Grand Prix du Canada 2011, var en Formel 1-tävling som hölls den 12 juni 2011 på Circuit Gilles Villeneuve i Montreal, Kanada. Det var den sjunde tävlingen av Formel 1-säsongen 2011 och kördes över 70 varv. Vinnare av loppet blev Jenson Button för McLaren, tvåa blev Sebastian Vettel för Red Bull och trea blev Mark Webber, även han för Red Bull.

## Kvalet
| KR. | Nr | Förare             | Konstruktör          | Q1       | Q2       | Q3       | Grid |
| --- | -- | ------------------ | -------------------- | -------- | -------- | -------- | ---- |
| 1   | 1  | Sebastian Vettel   | Red Bull-Renault     | 1.14,011 | 1.13,486 | 1.13,014 | 1    |
| 2   | 5  | Fernando Alonso    | Ferrari              | 1.13,822 | 1.13,672 | 1.13,199 | 2    |
| 3   | 6  | Felipe Massa       | Ferrari              | 1.14,026 | 1.13,431 | 1.13,217 | 3    |
| 4   | 2  | Mark Webber        | Red Bull-Renault     | 1.14,375 | 1.13,654 | 1.13,429 | 4    |
| 5   | 3  | Lewis Hamilton     | McLaren-Mercedes     | 1.14,114 | 1.13,926 | 1.13,565 | 5    |
| 6   | 8  | Nico Rosberg       | Mercedes             | 1.14,920 | 1.13,950 | 1.13,814 | 6    |
| 7   | 4  | Jenson Button      | McLaren-Mercedes     | 1.14,374 | 1.13,955 | 1.13,838 | 7    |
| 8   | 7  | Michael Schumacher | Mercedes             | 1.14,970 | 1.14,242 | 1.13,864 | 8    |
| 9   | 9  | Nick Heidfeld      | Renault              | 1.15,096 | 1.14,467 | 1.14,062 | 9    |
| 10  | 10 | Vitalij Petrov     | Renault              | 1.14,699 | 1.14,354 | 1.14,085 | 10   |
| 11  | 15 | Paul di Resta      | Force India-Mercedes | 1.14,874 | 1.14,752 |          | 11   |
| 12  | 12 | Pastor Maldonado   | Williams-Cosworth    | 1.15,585 | 1.15,043 |          | 12   |
| 13  | 16 | Kamui Kobayashi    | Sauber-Ferrari       | 1.15,694 | 1.15,285 |          | 13   |
| 14  | 14 | Adrian Sutil       | Force India-Mercedes | 1.14,931 | 1.15,287 |          | 14   |
| 15  | 18 | Sébastien Buemi    | Toro Rosso-Ferrari   | 1.15,901 | 1.15,334 |          | 15   |
| 16  | 11 | Rubens Barrichello | Williams-Cosworth    | 1.15,331 | 1.15,361 |          | 16   |
| 17  | 17 | Pedro de la Rosa   | Sauber-Ferrari       | 1.16,229 | 1.15,587 |          | 17   |
| 18  | 19 | Jaime Alguersuari  | Toro Rosso-Ferrari   | 1.16,294 |          |          | PL   |
| 19  | 21 | Jarno Trulli       | Lotus-Renault        | 1.16,745 |          |          | 18   |
| 20  | 20 | Heikki Kovalainen  | Lotus-Renault        | 1.16,786 |          |          | 19   |
| 21  | 23 | Vitantonio Liuzzi  | HRT-Cosworth         | 1.18,424 |          |          | 20   |
| 22  | 24 | Timo Glock         | Virgin-Cosworth      | 1.18,537 |          |          | 21   |
| 23  | 22 | Narain Karthikeyan | HRT-Cosworth         | 1.18,574 |          |          | 22   |
| 24  | 25 | Jérôme d'Ambrosio  | Virgin-Cosworth      | 1.19,414 |          |          | 231  |

| Vidare från första kvalrundan ▬▬ Vidare från andra kvalrundan ▬▬ |

Noteringar:

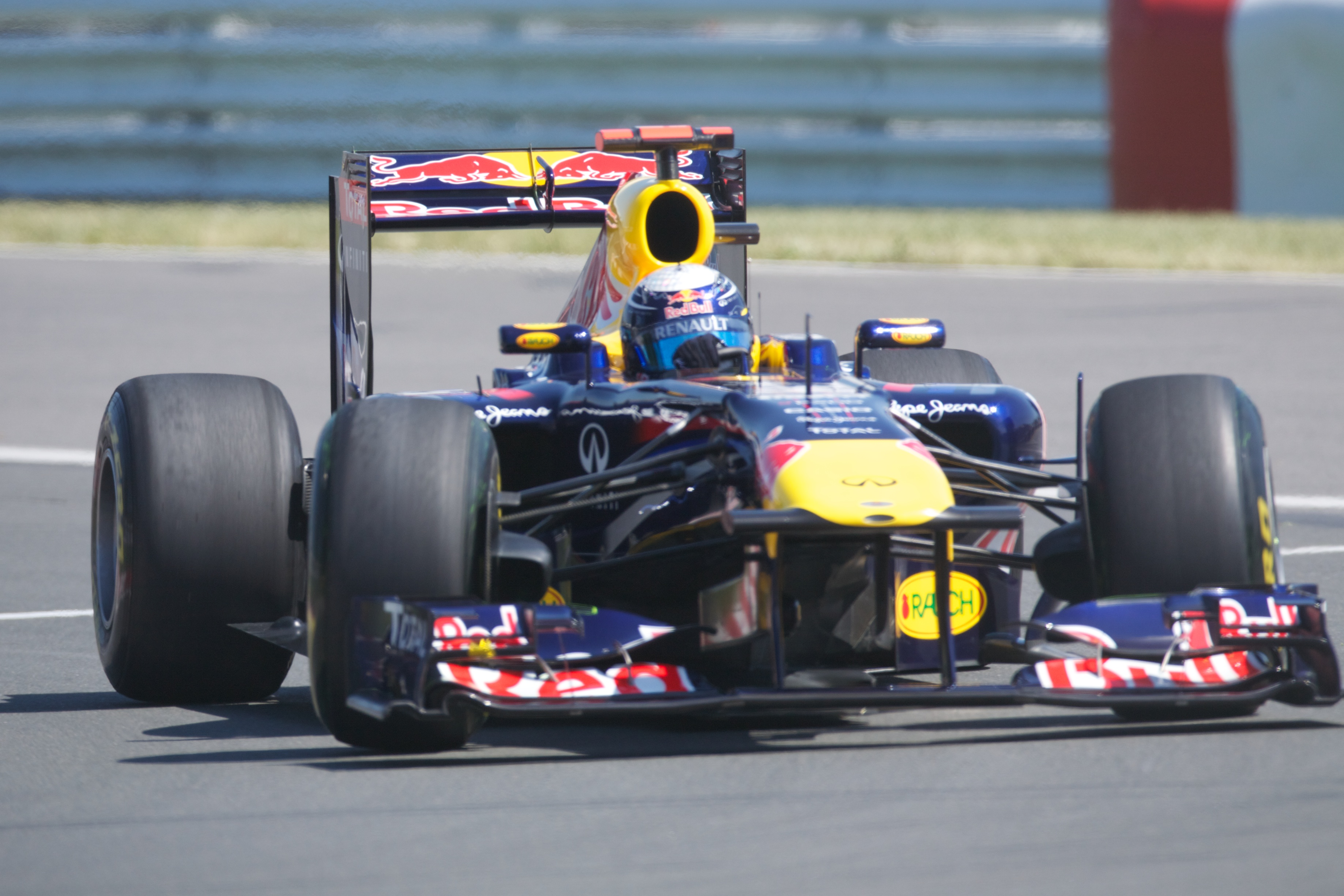
Sebastian Vettel tog pole position.

- ^1  — Jérôme d'Ambrosio misslyckades att nå gränsen på 107 procent av det snabbaste varvet i Q1. Han fick starta efter att han fått dispens från tävlingsledningen.[1]

## Loppet

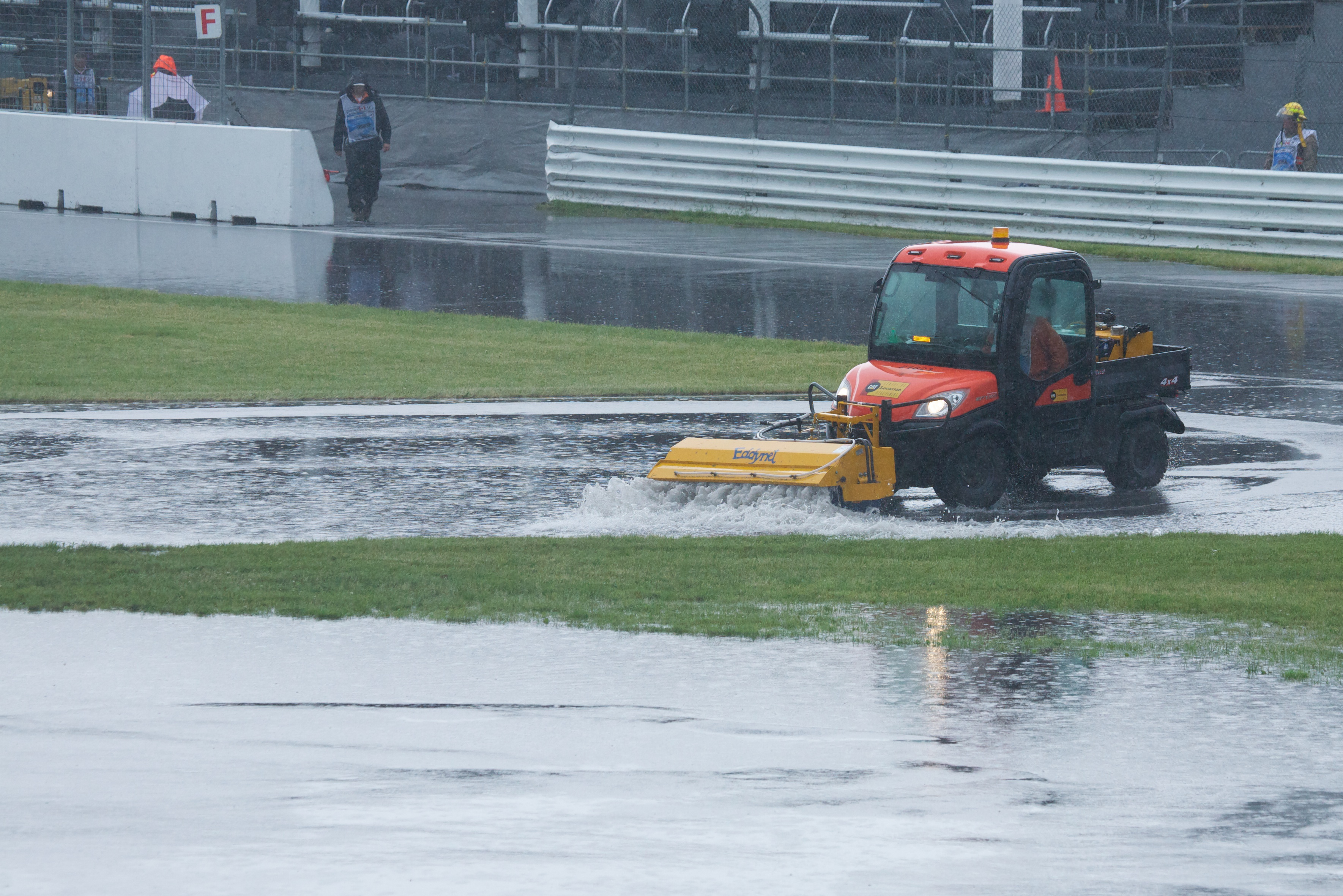
Loppet blev regnigt och stoppades.

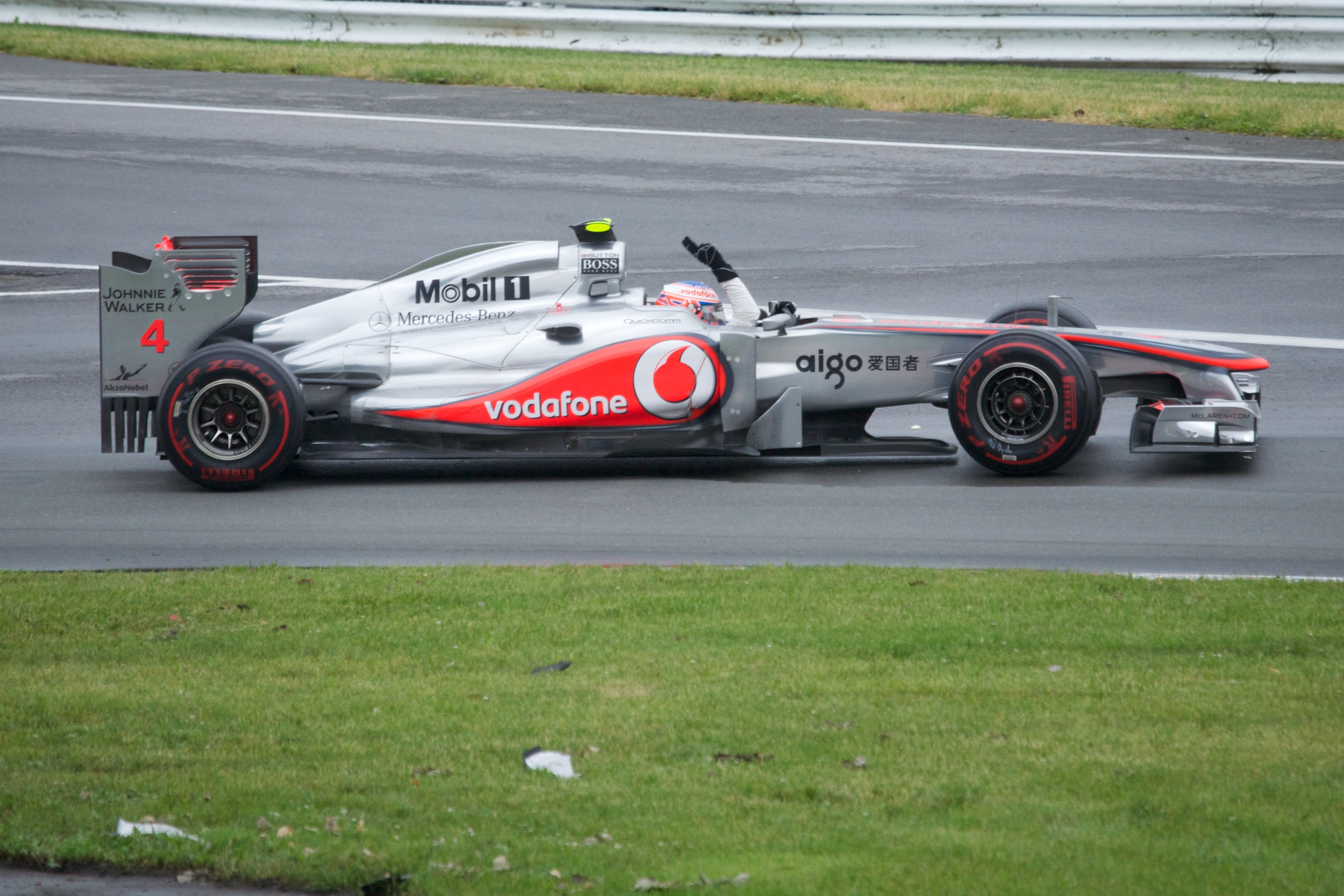
Jenson Button vann loppet.

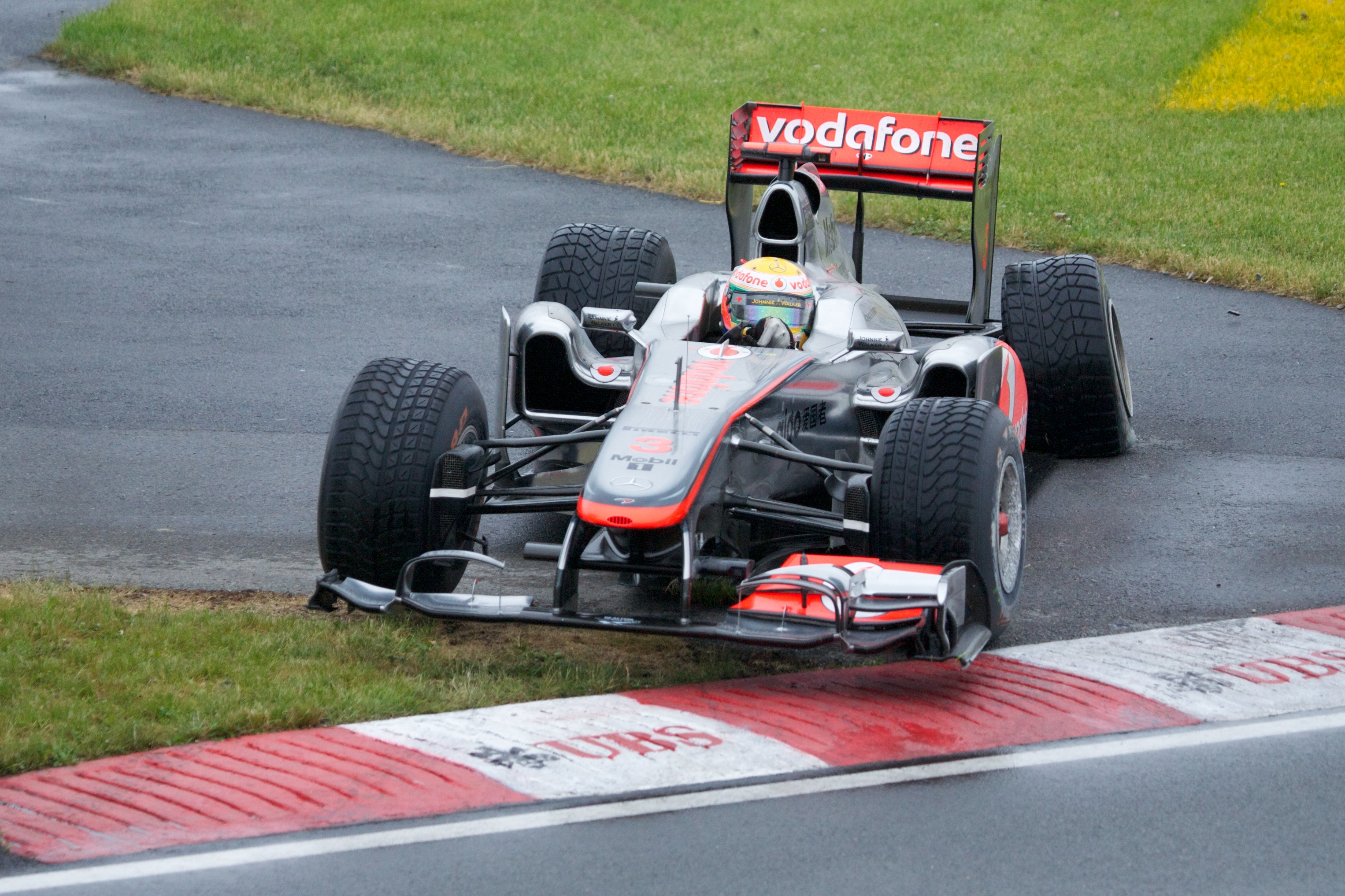
Lewis Hamilton blev påkörd av Button och tvingades bryta.

| Pos. | Nr | Förare             | Konstruktör          | Varv | Tid         | Grid | P  |
| ---- | -- | ------------------ | -------------------- | ---- | ----------- | ---- | -- |
| 1    | 4  | Jenson Button      | McLaren-Mercedes     | 70   | 4:04.39,537 | 7    | 25 |
| 2    | 1  | Sebastian Vettel   | Red Bull-Renault     | 70   | +2,709      | 1    | 18 |
| 3    | 2  | Mark Webber        | Red Bull-Renault     | 70   | +13,828     | 4    | 15 |
| 4    | 7  | Michael Schumacher | Mercedes             | 70   | +14,219     | 8    | 12 |
| 5    | 10 | Vitalij Petrov     | Renault              | 70   | +20,395     | 10   | 10 |
| 6    | 6  | Felipe Massa       | Ferrari              | 70   | +33,225     | 3    | 8  |
| 7    | 16 | Kamui Kobayashi    | Sauber-Ferrari       | 70   | +33,270     | 13   | 6  |
| 8    | 19 | Jaime Alguersuari  | Toro Rosso-Ferrari   | 70   | +35,964     | PL1  | 4  |
| 9    | 11 | Rubens Barrichello | Williams-Cosworth    | 70   | +45,117     | 16   | 2  |
| 10   | 18 | Sébastien Buemi    | Toro Rosso-Ferrari   | 70   | +47,056     | 15   | 1  |
| 11   | 8  | Nico Rosberg       | Mercedes             | 70   | +50,454     | 6    |    |
| 12   | 17 | Pedro de la Rosa   | Sauber-Ferrari       | 70   | +1.03,607   | 17   |    |
| 13   | 23 | Vitantonio Liuzzi  | HRT-Cosworth         | 69   | +1 varv     | 20   |    |
| 14   | 25 | Jérôme d'Ambrosio  | Virgin-Cosworth      | 69   | +1 varv     | 23   |    |
| 15   | 24 | Timo Glock         | Virgin-Cosworth      | 69   | +1 varv     | 21   |    |
| 16   | 21 | Jarno Trulli       | Lotus-Renault        | 69   | +1 varv     | 18   |    |
| 17   | 22 | Narain Karthikeyan | HRT-Cosworth         | 69   | +1 varv2    | 22   |    |
| 18   | 15 | Paul di Resta      | Force India-Mercedes | 67   | Olycka      | 11   |    |
| Ret  | 12 | Pastor Maldonado   | Williams-Cosworth    | 61   | Körde av    | 12   |    |
| Ret  | 9  | Nick Heidfeld      | Renault              | 55   | Olycka      | 9    |    |
| Ret  | 14 | Adrian Sutil       | Force India-Mercedes | 49   | Olycksskada | 14   |    |
| Ret  | 5  | Fernando Alonso    | Ferrari              | 36   | Kollision   | 2    |    |
| Ret  | 20 | Heikki Kovalainen  | Lotus-Renault        | 28   | Drivning    | 19   |    |
| Ret  | 3  | Lewis Hamilton     | McLaren-Mercedes     | 7    | Kollision   | 5    |    |

| Förare och stall som tog poäng ▬▬ |

Noteringar:
- ^1  — Jaime Alguersuari startade från depån.
- ^2  — Narain Karthikeyan fick 20 sekunders tidstillägg för att ha tjänat på att ha kört utanför banan.

## Ställning efter loppet
|     | Pos. | Förare           | Poäng |
| --- | ---- | ---------------- | ----- |
| ▬   | 1    | Sebastian Vettel | 161   |
| ▲ 2 | 2    | Jenson Button    | 101   |
| ▬   | 3    | Mark Webber      | 94    |
| ▼ 2 | 4    | Lewis Hamilton   | 85    |
| ▬   | 5    | Fernando Alonso  | 69    |

|   | Pos. | Konstruktör      | Poäng |
| - | ---- | ---------------- | ----- |
| ▬ | 1    | Red Bull-Renault | 255   |
| ▬ | 2    | McLaren-Mercedes | 186   |
| ▬ | 3    | Ferrari          | 101   |
| ▬ | 4    | Renault          | 60    |
| ▬ | 5    | Mercedes         | 52    |

- Notering: Endast de fem bästa placeringarna i vardera mästerskap finns med på listorna.